# 9563 Кітті
9563 Кітті (9563 Kitty) — астероїд головного поясу, відкритий 21 вересня 1987 року.
Тіссеранів параметр щодо Юпітера — 3,517.